# Bertrand Verfaillie
 (mai 2016).
 (mai 2016).
Pour les articles homonymes, voir Verfaillie.
Bertrand Verfaillie, né en 1957, est un journaliste indépendant, basé dans sa région d'origine, le Nord de la France. Son travail est intimement lié à la vie sociale et associative de cette région. Il a publié plusieurs livres dont des ouvrages critiques sur le journalisme.

## Biographie
Bertrand Verfaillie enseigne à l'École supérieure de journalisme de Lille, où il a effectué sa formation, tout en publiant de nombreux articles et ouvrages critiques sur le journalisme.
Il a par ailleurs été membre, pendant 10 ans, du parti des Verts.
Aujourd'hui, il est investi dans la défense des populations de culture roms au sein d'un collectif d'associations et de citoyens. Il est coréalisateur d'un magazine vidéo diffusé sur internet, Parole de Roms.
Bertrand Verfaillie a par ailleurs participé à de nombreuses publications d’origine d’origine associative ou parapublique sur la population du Nord de la France ou sur le journalisme dans des livrets édités par l'Alliance internationale de journalistes - Paris). Il a aussi publié en 2015 des reportages sur la Colombie,.
En 2005, il participe à la création du Forum permanent des sociétés de journalistes.

## Publications
- Les Blancs Dessous de Lezennes-lez-Lille, monographie d'un village de banlieue, Éditions Pave, décembre 1986.
- Roubaix : Chants de briques, paroles d’hommes, Éditions Desclée de Brouwer, juin 1996,  (ISBN 978-2220038162).
- Indépendances, parcours d’un scientifique tunisien : Mohamed Larbi Bouguerra, Éditions Descartes et Cie, septembre 1998,  (ISBN 978-2-910301-82-8).
- Amazonie, le chemin de l'espoir, Éditions Descartes et Cie et Charles Léopold Mayer, juin 2005,  livre d'entretien avec Alain Ruellan sur le développement durable en Amazonie),  (ISBN 2-84377-104-8).
- Suicide, des issues de secours, Éditions Buchet-Chastel, janvier 2007,  (ISBN 978-2-283-02265-8).
- Bertrand Verfaillie (ill. Alain Le Toquin, René Dujardin), Terrils majeurs en sol mineur, La Chaîne des Terrils, 1996, 126 p. (ISBN 2-9510132-0-5)
- cosigné avec Hélène Flautre Le Programme secret de la CIA et le Parlement européen : Histoire d'un forfait, histoire d'un sursaut, Éditions Les Verts-ALE au Parlement européen, 2012.
- Agir avec les pauvres contre la misère, Éditions de l'Atelier et Éditions Quart Monde, mars 2016,  (ISBN 979-10-91178-34-1).
- Articles de Bertrand Verfaillie publiés par l'Alliance internationale des journalistes[4]
- Les français, les médias et les journalistes. La confiance saigne [5] de Bertrand Verfaillie.
- La presse au tableau ! Formation au journalisme, formation des journalistes de Bertrand Verfaillie[6].